# 幻想飛行
『幻想飛行』（Boston）は、1976年に発表されたボストンのデビュー・アルバムである。
『ローリング・ストーン誌の選ぶオールタイム・ベスト・デビュー・アルバム100』に於いて、41位にランクイン。

## 解説
彼等の代表曲「宇宙の彼方へ」や「ロング・タイム」などが収録されている。ほぼ全曲がトム・ショルツ一人によって書かれた。分厚いギター・サウンドによるハードな音作り、それでいてポップで聴きやすいメロディ、そして爽やかなコーラス・ワーク等、デビュー・アルバムとは思えない完成度を誇る。その音楽性はカンサスやジャーニー等と並んでアメリカン・プログレ・ハードと称される。彼等の曲がきっかけでクラシック・ロックという言葉も生まれた。
当時使用されていた機材の殆どがショルツの自作か改造されたアンプ若しくはエフェクターで、特にマエストロ社のエコープレックスEP-2を改造して作られたエフェクターは有名。ライブやレコーディングでギターを二重に聴かせる「ダブラー」やテープエコー、独特のディレイによる効果音を作り出す「Hyper Space Pedal」は全てエコープレックスの改造によるものである。またマーシャルのアンプを改造してゲインと高域を強調させ、MXR社の6バンドイコライザで中域を強調させたりもしている。その他自作のアッテネーター（当時Power Soakは無い）やコンプレッサー、Bossのフェイザーなどの一部製品やワウペダルなども使用していた。
ギターはGibsonのレス・ポールゴールドトップのピックアップを取替え、フロントにソープバータイプのP-90、リアにディマジオのDP-100 Super Distortionなどを使用していた。他にもフロント・リア共にDP-100であったり、「マイティーマウス」の絵柄が描かれているレスポール（フロントにP-90、リアにDP-100）を使用。後のアルバムも含め、アコースティックギターGuild製、オルガンはハモンドオルガンを使用。

## 反響
全米ビルボード・チャートでは最高第3位を記録し、142週チャートイン。これまでにアメリカだけで1700万枚、全世界では2,000万枚を売り上げている。デビュー作としては異例の大ヒットとなった。
あまりにも商業的に成功したため、レコード会社やメンバーとの間で様々なトラブルが生じてしまった。そのため、次作『ドント・ルック・バック』（1978年）以降、アルバム発表のインターバルが非常に長くなっていく。

## 収録曲
1. More Than a Feeling （日本語題：宇宙の彼方へ）
2. Peace of Mind
3. Foreplay/Long Time
4. Rock and Roll Band
5. Smokin'
6. Hitch a Ride
7. Something About You
8. Let Me Take You Home Tonight

- More Than a Feeling, Peace of Mind のシングル版は、編集されてアルバム版よりも短くなっている。